# Tolhuin
Tolhuin ist ein Ort in Argentinien. Er liegt auf der Insel Feuerland und ist mit rund 9900 Einwohnern die drittgrößte Stadt der Insel.
Der Ortsname leitet sich von dem Selk'nam-Wort Tolwyn ab, was Herz bedeutet. 

## Geschichte
Tolhuin wurde 1972 gegründet. Es lebten dort rund 150 Familien, die in den Sägewerken tätig waren. Der Ort entwickelte einen rasanten Bevölkerungszuwachs. Zählte er 1982 erst 250 Einwohner, hatte sich die Einwohnerzahl bis 1992 nahezu verdoppelt. 1997 waren es 987 und beim Zensus 2010 bereits 3004 Einwohner, woraufhin er 2012 den Stadtstatus erhielt. Bis zum Zenus 2022 hat sich die Zahl mit 9879 Einwohnern schließlich mehr als verdreifacht.

## Geographie
Tolhuin liegt etwa auf halbem Wege zwischen den beiden größten Städten Feuerlands, Río Grande und Ushuaia an der asphaltierten Straße RN-3. Westlich der Stadt liegt der See Lago Fagnano. Tolhuin ist von feuchtem kühlgemäßigtem Klima geprägt.
Die Wirtschaft ist von Viehhaltung, Fischerei und Forstwirtschaft geprägt. Auch der Tourismus spielt eine gewisse Rolle. Nordöstlich der Stadt befindet sich der Flugplatz Lago Fagnano Norte und der Circuito Carlos Romero de Tolhuin, die südlichste Rennstrecke der Welt.

## Galerie

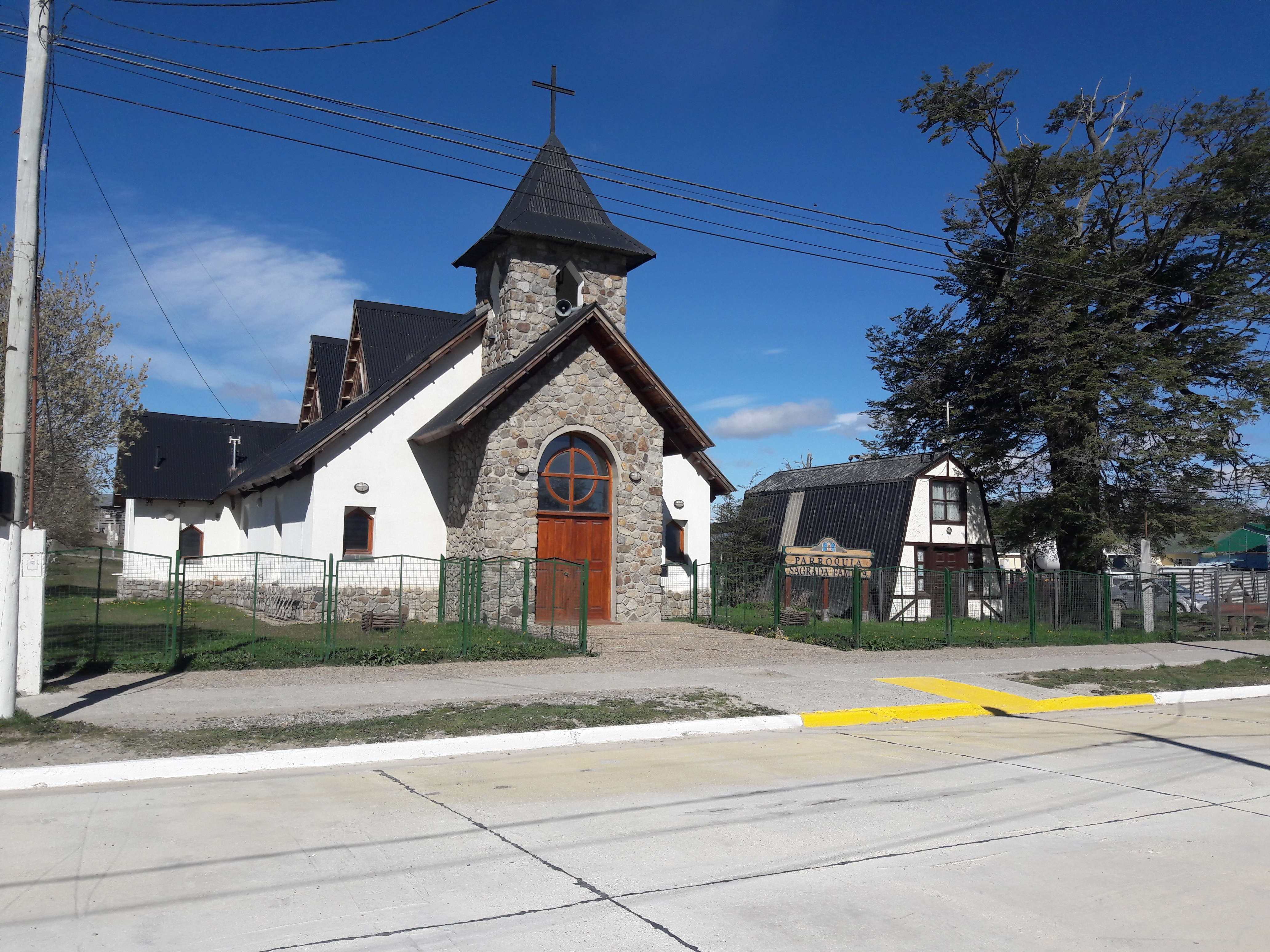
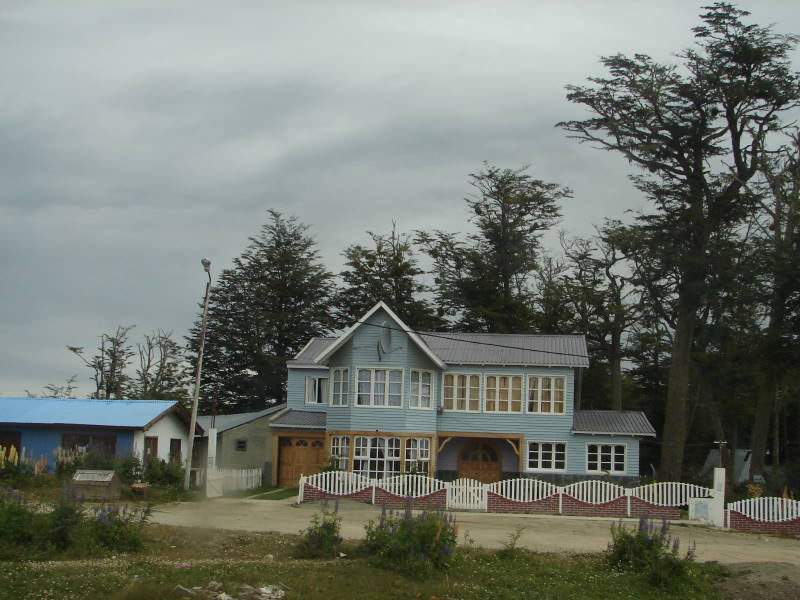
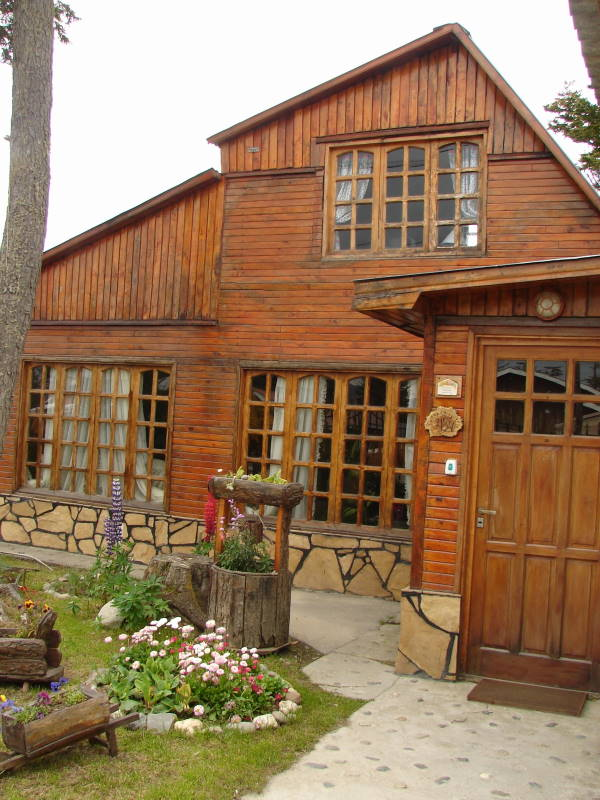
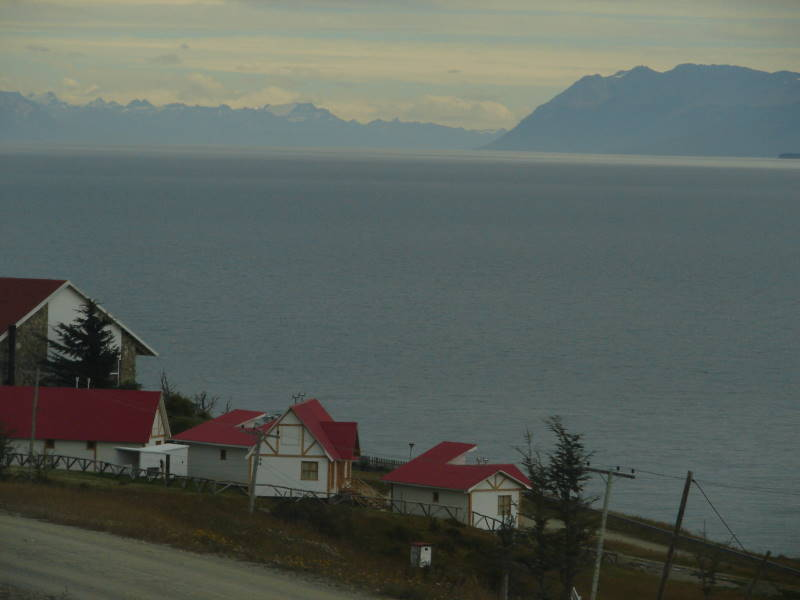
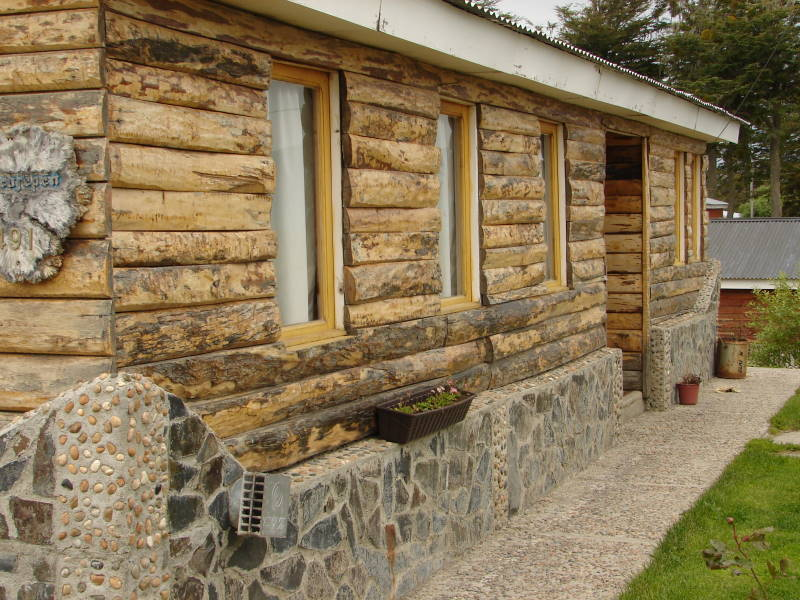
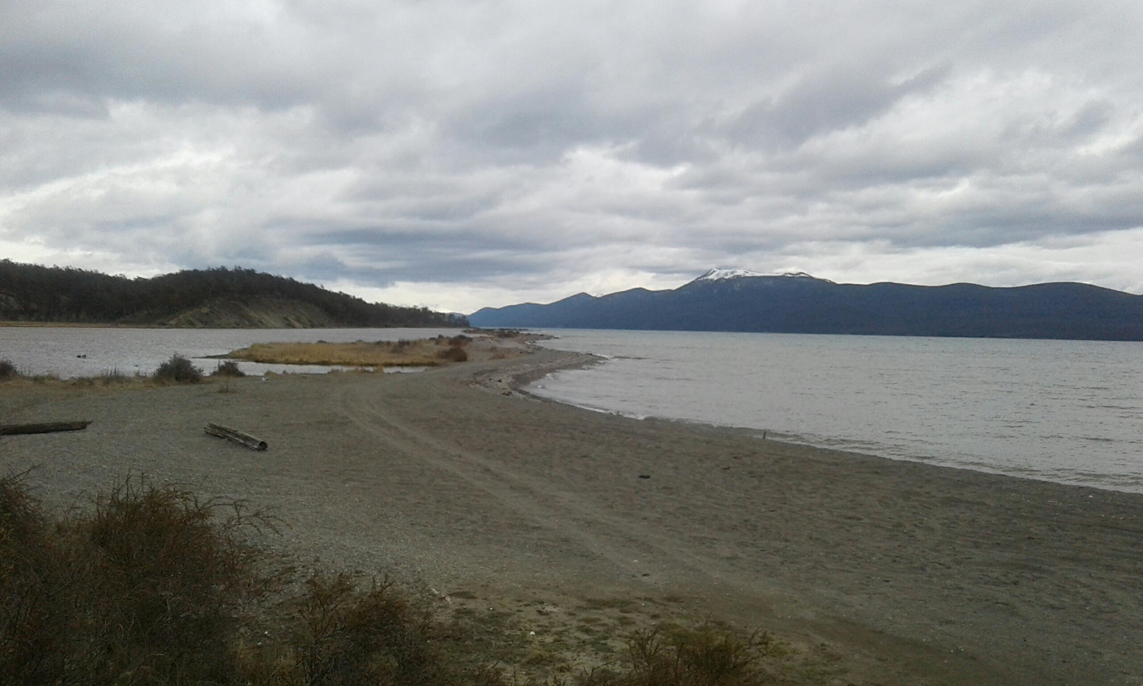